# Galeot Manfredi
Galeot Manfredi (Galeotto Manfredi, Faenza, 1440 - Faenza, 31 de maig de 1488) va ser fill d'Astorgi II Manfredi. Va ser armat cavaller per l'emperador el 26 de gener de 1452.
El 16 de novembre de 1477 va succeir a son germà Carles II Manfredi com a senyor sobirà i viari pontifici de Faenza, comte de Brisighella i Val Lemone, senyor i vicari pontifici de Fusignano, Donigaglia, i senyor de Savignano, Oriolo, Gesso, Cesate, Quarneto, Fognano, Cavina, Fornazzano, San Cassiano, Montalbergo, Santa Maria in Montalto, San Procolo, Castel Laderchio, Casola, Rio Secco, Fontanamoneta, Baffadi i Montebattaglia fins al 1488.
Va ser capità de l'exèrcit de Florència.
L'abril de 1478 va ser senyor de Granarolo. El 1481 es va casar a Bolonya amb Francesca Bentivoglio, filla de Joan II Bentivoglio, senyor de Bolonya, que per gelosia el va matar a Faenza el 31 de maig de 1488. Foren els pares d'Astorgi III Manfredi. També va deixar tres fills naturals: Francesc Manfredi (legitimat amb el nom d'Astorgi IV Manfredi; Scipione (nascut el 1473, natural de Cassandra Pavoni, legitimat, va ser abat comendatari de San Giovanni Evangelista dei Camaldolesi de Faenza el 1489 i va morir l'octubre de 1493); i Giovanni Evangelista anomenat Ottavio (natural de Cassandra Pavoni, legitimat, castellà de Faenza el novembre del 1500, estrangulat a Castel Sant'Angelo, a Roma, el 9 de juny de 1502).